# Esther Handali
Esther Handali, död 18 eller 19 december 1588, var en judisk osmansk juvelhandlare. Hon tjänstgjorde som kira, ekonomisk agent, åt sultanmodern Nur-Banu.

## Biografi

### Tidigt liv
Esther Handali var gift med den judiske handelsmannen Eliya Handali. Hon anges ha varit sefardisk jude. Hon hade åtminstone en son, Salomon, som själv blev en framträdande hovleverantör.  
Hon agerade mellanhand i sin makes handel med juveler, kläder och kosmetika till kvinnorna i sultan Süleyman I:s harem. Haremskvinnorna, som liksom andra överklasskvinnor i Osmanska riket inte tilläts någon kontakt med omvärlden, gjorde sina inköp med hjälp av judiska kvinnor som agerade som deras mellanhänder (kira), ett system som är bekräftat från åtminstone 1500-talet. Eftersom män inte släpptes in i haremet, blev det istället hon som agerade mellanhand för sin makes verksamhet och visade upp hans varor där. Efter sin makes död fortsatte hon denna verksamhet ensam. Hon blev med tiden mycket rik. 

### Tidig karriär
Eftersom flera judiska kiras var verksamma i haremet samtidigt, och dokumenten sällan nämner deras personliga namn, finns utrymme för förväxlingar.  Esther Handali har ibland varit förväxlad med Esperanza Malchi och troligen också med andra, oidentifierade kiras. Esther Handali är möjligen samma kira som noteras ha utfört sekreteraruppgifter åt Roxelana (d. 1558), och även stått nära Mihrimah Sultan, vilket i så fall innebär att hon måste ha varit verksam före 1558, men även Strongilah kan ha varit denna person. Hon förmodas ibland ha varit samma kira som var inblandad i en incident med den tysk-romerska kejsarens ambassadör Ogier Ghiselin de Busbecq år 1560: denna kira ska också ha varit sefardisk judinna.

### Kira och gunstling
Det är bekräftat att hon var kira till Nur-Banu före 1566, och fick en mäktig ställning vid den osmanska hovet som en förtrogen gunstling till denna; först när Nur-Banu blev en ledande favorit till den regerande sultanen (1566–1574), men framför allt under Nur-Banus tid som sultanmoder (1574–1595), då Nur-Banu utövade ett stort inflytande över politiken genom sin son sultan Murad III och Handali i sin tur hade inflytande över sultanmodern. 
Hon mottog också supplikanter och kunde sälja sitt inflytande till de som ville få möjlighet att köpa en titel eller ett ämbete från sultanen genom hennes inflytande på hans mor. Hon deltog i de äktenskapliga förhandlingarna mellan sultanens dotter och pashan av Aleppo 1578, och rekommenderade Nur-Banu att hjälpa den skandaliserade Koca Sinan Pasha (1582). 
Hon hjälpte Nur-Banu i hennes politiska brevväxling med europeiska potentater. En av dem var Katarina av Medici. Den främsta utländska kontakten var dock republiken Venedig genom dess ambassadör Nicolo Barbarigo, från 1578 och i tio år framåt. I gengäld fick hon privilegier från dessa, så som Venedigs tillstånd att hålla ett venetianskt lotteri. Hon fortsatte att vidarebefordra brev mellan Venedig och det kejserliga haremet fram till 1588, alltså även efter Nur-Banus död 1583: hennes kontakter med Venedig tycks ha utnyttjats även av Nur-Banus efterträdare, Safiye Sultan, och Handali tycks ha betjänat denna som kira före Esperanza Malchi.
Handali blev mycket rik på sin position och känd för sitt sociala arbete för änkor och föräldralösa, särskilt bland den judiska kolonin i Konstantinopel. Hon hjälpte också de nödlidande och hemlösa efter den stora branden i Istanbul 1569. 